# Juan Jacinto Muñoz Rengel
Juan Jacinto Muñoz Rengel (Málaga, 16 de janeiro de 1974) é um escritor espanhol.

## Biografia
Cursou o doutorado em Filosofia e tem exercido a docencia tanto na Espanha como no Reino Unido. Em 1998 fundou a revista de filosofia e teoria da literatura "Estigma", editada pela Diputación de Málaga. Tem trabalhado como colunista em diversos meios e tem colaborado em publicações como Anthropos, Clarín, Barcarola, Clío, El pasado presente e o diário El País. Na actualidade é professor dos Talleres de Escritura Creativa Fuentetaja de Madri, e dirige o programa "Literatura en Breve" da Radio Nacional de España, RNE 5, e a secção de contos do mítico programa "O Olho Crítico", RNE 1.
É um dos autores mais jovens ja premiados do panorama espanhol e nos últimos anos, sua trajectória como autor de contos tem sido avalizada por mais de cinquenta prêmios nacionais e internacionais, entre eles se encontram os mais relevantes do género em língua castelhana, como o Prêmio Fernando Quiñones, o Julio Cortázar de Cuba, o Miguel de Unamuno, o Premio de Relatos para Leer en el Autobús, o Premio Jóvenes Creadores, ou em duas ocasiões, o Premio Internacional de Relatos Cortos La Felguera, o certame mais antigo da Espanha em sua modalidade. Também foi finalista do Prêmio Mario Vargas Llosa de Romance em 2005.
Seus escritos têm sido transcritos para braille, e traduzidos para inglês, francês, italiano, turco e ao russo.

## Principais obras literárias
Seu livro de narrativas 88 Mill Lane (Alhulia, 2005) é uma selecção de histórias fantásticas que ocorrem em Londres, desde a época vitoriana até nossos dias, com um prólogo do escritor argentino Pablo De Santis.
Seu segundo livro de narativas, De mecânica e alquimia (Salto de Página, 2009), amplia os motivos e palcos do primeiro, percorrendo diferentes cidades europeias em um lapso de tempo que vai desde a Taifa de Toledo do século XI até um futuro longínquo e apocalíptico.
O conto "O pescador de esponjas" recebeu o prêmio de "Relatos para Leer en el Autobús", e foram editados 40.000 exemplares distribuídos gratuitamente entre os passageiros dos autocarros (ônibus no Brasil). Em 2006 foi compilado em um livro antológico junto com narrativas de José María Merino, Enrique Vila-Matas, Espido Freire, Felipe Benítez Reyes, Antonio Soler ou Eloy Tizón, sob o título homónimo Relatos para Leer en el Autobús (Cuadernos do Vigía, 2006).
O conto "A pérola, o olho, as esferas", foi escolhido em 2006 pelo Ministério de Educação e Ciência da Espanha para seu programa interactivo de incentivo à leitura. Em 2008, o Serviço Bibliográfico da ONCE seleccionou-o para fazer uma edição mista em tinta e em Braille, e o livro está a distribuir-se mediante o sistema de bookcrossing.
O assassino hipocondríaco (Penguin Random House, 2012) é um best-seller na Espanha, cujos direitos de publicação já foram vendidos para mais de 10 países.

## Antologias
Na condição de experto em contos, Muñoz Rengel tem coordenado e prologado os seguintes volumes:
- Ficção Sur. Antología de cuentistas andaluces (Traspiés, 2008). Uma antología dos mais representativos contistas andaluzes da actualidade, entre os quais figuram autores como Hipólito G. Navarro, Fernando Iwasaki e Juan Bonilla, e um bom número de contistas emergentes da geração de Muñoz Rengel.[4]

- Perturbaciones. Antología do relato fantástico espanhol actual (Salto de Página, 2009). Uma antologia da última narrativa fantástica espanhola, que reúne todos os escritores que têm trabalhado o género de uma forma ampla em sua obra, desenhando um movimento que vai desde José María Merino, Cristina Fernández Cubas e Ángel Olgoso, até jovens autores como Félix J. Palma, Jon Bilbao, Óscar Esquivias e Patricia Esteban Erlés.

### Romances de ficção
- El asesino hipocondríaco, Penguin Random House, 2012, ISBN 978-84-01-35225-6, Inédito em Português.

### Livros de narrativas
- De mecânica e alquimia, Salto de Página, 2009, ISBN 978-84-936354-9-7.
- 88 Mill Lane, Alhulia, 2005, ISBN 978-84-96083-85-1.

### Edições
- Perturbaciones (Ed. Juan Jacinto Muñoz Rengel), Salto de Página, 2009, ISBN 978-84-936354-6-6.
- Ficção Sur (Ed. Juan Jacinto Muñoz Rengel), Traspiés, 2008, ISBN 978-84-935427-6-4.